# Saint-Cirice
Saint-Cirice is een gemeente in het Franse departement Tarn-et-Garonne (regio Occitanie) en telt 136 inwoners (1999). De plaats maakt deel uit van het arrondissement Castelsarrasin.

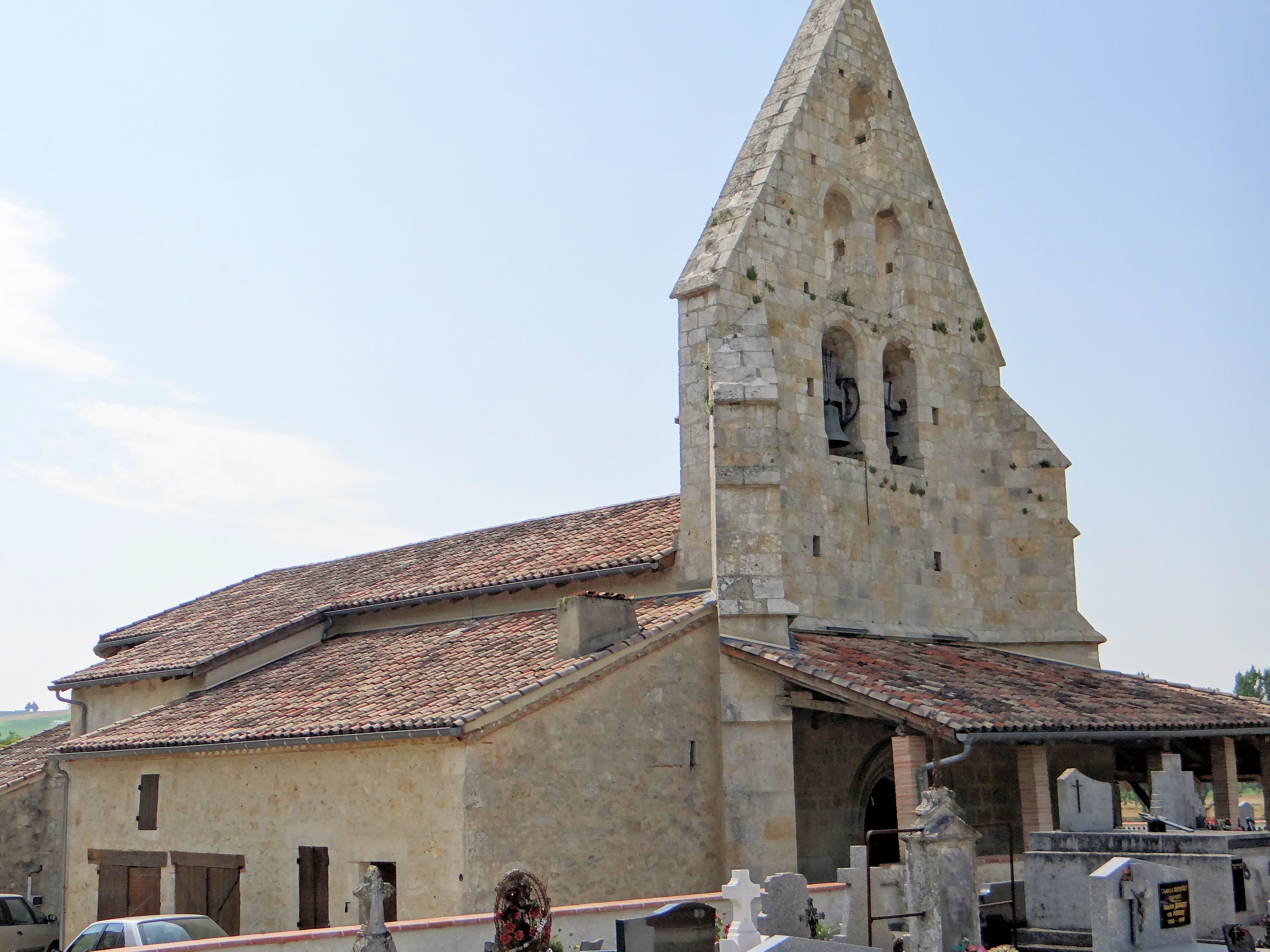
Kerk Saint Cyr et Sainte Juliette in Saint-Cirice

## Geografie
De oppervlakte van Saint-Cirice bedraagt 9,1 km², de bevolkingsdichtheid is 14,9 inwoners per km².
De onderstaande kaart toont de ligging van Saint-Cirice met de belangrijkste infrastructuur en aangrenzende gemeenten.

## Demografie
Onderstaande figuur toont het verloop van het inwonertal (bron: INSEE-tellingen).